# Condado de Ostrołęka
Condado de Ostrołęka (polaco: powiat ostrołęcki) é um powiat (condado) da Polónia, na voivodia da Mazóvia. A sede do condado é a cidade de Ostrołęka. Estende-se por uma área de 2099,32 km², com 84 185 habitantes, segundo o censo de 2005, com uma densidade de 40,1 hab/km².

## Divisões admistrativas
O condado possui:
Comunas urbana-rurais: Myszyniec
Comunas rurais: Baranowo, Czarnia, Czerwin, Goworowo, Kadzidło, Lelis, Łyse, Olszewo-Borki, Rzekuń, Troszyn
Cidades: Myszyniec

## Demografia
População (dados de 30 de Junho de 2005):
|          | Total   | Total | Mulheres | Mulheres | Homens  | Homens |
| -------- | ------- | ----- | -------- | -------- | ------- | ------ |
|          | pessoas | %     | pessoas  | %        | pessoas | %      |
| Total    | 84 185  | 100   | 41 365   | 49,1     | 42 820  | 50,9   |
| Cidades  | 3046    | 100   | 1542     | 50,6     | 1504    | 49,4   |
| Povoados | 81 139  | 100   | 39 823   | 49,1     | 41 316  | 50,9   |